# Amalie Alver Skram
Amalie Alver Skram   (Bergen, 22 d'agost de 1846 - Copenhaguen, 15 de març de 1905) va ser una escriptora feminista noruega, una de les autores més importants del corrent naturalista al seu país. Entre les seves obres destaca la tetralogia Hellemyrsfolket (‘La gent d'Hellemyr’), integrada per Sjur Gabriel (1887), To venner (‘Dos amics', 1888), S.G.Myre (1890) i Afkom (‘Els descendents', 1898), que narra la vida d'una família al llarg de quatre generacions.
També va conrear el teatre amb obres com el drama Agnete (1893).